# Łupiny (Redzikowo)
Łupiny (deutsch Lupinenfelde) ist ein Wohnort im Powiat Słupski der polnischen Woiwodschaft Pommern.

## Geographische Lage
Łupiny liegt in Hinterpommern, etwa acht Kilometer südöstlich von Słupsk (Stolp), vier Kilometer südöstlich des Dorfs Krępa Słupska (Krampe) und 99 Kilometer westlich der regionalen Metropole Danzig.

## Geschichte
Lupinenfelde ist ein abgelegener Wohnort auf der Feldmark des ehemaligen Ritterguts Krampe. Der Wohnplatz liegt etwa 2,5 Kilometer östlich des ehemaligen Vorwerks Olgashöhe. Vor Ende des Zweiten Weltkrieges war Lupinenfelde ein Ortsteil der Gemeinde Krampe und gehörte zum Amtsbezirk Krampe im Landkreis Stolp, Regierungsbezirk Köslin, der Provinz Pommern. Nach dem Kriegsende wurde Hinterpommern mit Lupinenfelde unter polnische Verwaltung gestellt.
Im Jahr 2008 hatte Lupinenfelde sechs Einwohner.